# Kármán Elemér
Kármán Elemér Jakab Naftali (Budapest, 1876. április 28. – Budapest, Józsefváros, 1927. február 20.) magyar jogász, törvényszéki bíró, kriminálpedagógus, kriminálpszichológus. Kármán Mór fia. Felesége Renk Erzsébet.

## Életpályája
Kármán Mór és Kohn Ilka fia. Hazai jogi tanulmányait Grácban lélektani ismeretekkel egészítette ki. Részt vett a fiatalkorúak bíróságának létrehozásában (1913). Kriminálpedagógiai Intézetet szervezett (1915), amelyhez kapcsoltan lélektani laboratóriumi, kriminálpedagógiai szeminárium, szakkönyvtár, múzeum és „Pestalozzi Otthon” elnevezéssel megfigyelő gyermekotthon működött. Már a 20. század elején modern elveket vallott és hirdetett a bűnelkövető fiatalok védelmében. Feltárta a fiatalkori bűnelkövetés társadalmi okait, prevenciót és nevelési eszközöket javasolt. Halálát szívgyengeség, hátgerincsorvadás és tüdőgyulladás okozta. Felesége Renk Erzsébet volt.

## Munkái (válogatás)
- A budapesti kriminálpedagógiai intézet. A Gyermek, 1917. 635-648.;
- Az erkölcsileg fogyatékosok javító- és nevelőintézetének pedagógiai reformja. A Gyermek, 1919. 88-98.;
- A gyermek erkölcsi hibái és erkölcsi betegségei (kriminálpaedagógia). Budapest, 1922.;
- Einführung in die Kriminalpädagogie. (=Bevezetés a kriminálpedagógiába.) I-II. Bp. 1923.
- A parasztnép és a büntető igazságszolgáltatás. (Tanulmány a bűnügyi charakterológiából.) Írta: Kármán Elemér, kir. ügyész